# Ásványráró
Ásványráró è un comune di 1 974 abitanti situato nella contea di Győr-Moson-Sopron, nell'Ungheria nordoccidentale.